# Poulsenia armata
Poulsenia armata là một loài thực vật có hoa trong họ Moraceae. Loài này được (Miq.) Standl. miêu tả khoa học đầu tiên năm 1933.